# José Luis Corcuera Cuesta
José Luis Corcuera Cuesta (Pradoluengo, 1945) és un polític espanyol que fou Ministre de l'Interior en diversos governs de Felipe González.

## Biografia
Va néixer el 2 de juliol de 1945 a la població de Pradoluengo, situada a la província de Burgos. Va estudiar electricitat, dedicant-se posteriorment a aquesta professió.

## Activitat política
Membre del Partit Socialista Obrer Espanyol (PSOE) i de la Unió General de Treballadors (UGT). En les eleccions generals de 1982 fou escollit diputat al Congrés dels Diputats per la província de Biscaia. Membre del Comité Federal del PSOE l'any 1988 fou nomenat Ministre de l'Interior per part de Felipe González en substitució de José Barrionuevo Peña. En les eleccions generals de 1993 fou reescollit diputat, en aquesta ocasió per la província de Burgos, i dimití del seu càrrec de ministre de l'Interior el maig de 1993 per presumptes irregularetat amb l'ús dels fons reservats per part del ministeri així com la seva implicació en la trama dels GAL. Finalment renuncià a la seva acta de diputat el maig de 1994 per tal de ser jutjat, sent absolt del càrrec de corrupció.